# Gerard Bontius
Gerard Bontius (auch: Geraert de Bondt, Gerardus de Bont; * um 1536/1539 in Rijswijk; † 15. September 1599 in Leiden) war ein niederländischer Mediziner, Botaniker, Mathematiker und Astronom.

## Leben
Der Sohn eines vermögenden Vaters wurde im Privatunterricht in Schoonhoven und Delft in den philosophischen Grundfächern und der lateinischen Sprache ausgebildet. Dann begann er ein Studium der medizinischen Wissenschaften an der Universität Löwen, reiste nach Italien und setzte seine Studien an der Universität Padua fort, wo er zum Doktor der Medizin promovierte. Zurückgekehrt in die niederländische Heimat ließ er sich in Leiden als Arzt nieder und wurde, als hier 1575 die Gründung der Universität Leiden erfolgte, am 17. Juli 1575 der erste Professor der Medizin, Mathematik und Astronomie. Im September 1587 übernahm er die Professur der Kräuterkunde und Anatomie und wurde am 10. Oktober 1598 Leiter des Hortus Botanicus in Leiden.
Der für sein umfangreiches Wissen bekannte Wissenschaftler war unter anderem für seine Kenntnisse der griechischen Sprache berühmt und hielt Vorlesungen zu Hippokrates. Zudem beteiligte sich Bontius auch an den organisatorischen Aufgaben der Leidener Hochschule und war 1582/83 sowie 1599 zum Rektor der Alma Mater gewählt worden. In seiner letzten Amtszeit verstarb er jedoch. Von ihm sind keine Veröffentlichungen in den Druck gelangt. Zudem hatte er verfügt, dass auch nach seinem Tod keines seiner Manuskripte gedruckt werde.
Aus seiner Ehe mit Jacoba Jans stammen vier Söhne und vier Töchter. Davon erlangten die Söhne Reiner Bontius (1576–1623), Willem Bontius (1588–1646) und Jacob de Bondt ebenfalls einige Berühmtheit. Der Sohn Jan Bontius wurde Mediziner in Rotterdam.

## Weblink
- Bontius im Professorenkatalog der Universität Leiden

| Personendaten    | Personendaten                                                    |
| ---------------- | ---------------------------------------------------------------- |
| NAME             | Bontius, Gerard                                                  |
| ALTERNATIVNAMEN  | de Bondt, Geraert; de Bont, Gerardus                             |
| KURZBESCHREIBUNG | niederländischer Mediziner, Botaniker, Mathematiker und Astronom |
| GEBURTSDATUM     | zwischen 1536 und 1539                                           |
| GEBURTSORT       | Rijswijk                                                         |
| STERBEDATUM      | 15. September 1599                                               |
| STERBEORT        | Leiden                                                           |